# Tipula corollata
Tipula corollata är en tvåvingeart som beskrevs av Yang 1995. Tipula corollata ingår i släktet Tipula och familjen storharkrankar. Inga underarter finns listade i Catalogue of Life.